# Stephen Wiesner
Stephen J. Wiesner fue un físico investigador de nacionalidad estadounidense e israelí, inventor y obrero de la construcción. Como un estudiante graduado en la Universidad de Columbia en Nueva York a finales de la década de los 1960 y principios de la década de los 1970, él inventó varias de las ideas más importantes en la teoría de la información cuántica, incluyendo el dinero cuántico (lo que llevó a la distribución de claves cuánticas, la multiplexación cuántica (el ejemplo más temprano de transferencia inconsciente) y codificación superdensa (el primer y más básico ejemplo de comunicación asistida por entrelazamiento). Aunque este trabajo permaneció sin publicar por más de una década, circuló lo suficientemente amplio en forma manuscrita para estimular la aparición de la ciencia de la información cuántica en las décadas de 1980 y de 1990. 
Stephen Wiesner fue el hijo de Jerome Wiesner y Laya Wiesner. Él obtuvo su título de pregrado en la Universidad Brandeis. En el año 1972 publicó su tesis. En el año 2006 el compartió el Premio Rank en Optoelectrónica junto a Charles H. Bennett y Gilles Brassard por su investigación en el campo de la criptografía cuántica. En el año 2019, él recibió una de los seis premios Micius Quantum, junto con Bennett, Brassard, Artur Ekert, Anton Zeilinger y Pan Jianwei por su investigación en comunicación cuántica.
En la década de 1970, después de abandonar las investigaciones, él trabajó en muchas diferentes empresas incipientes del Silicon Valley mientras que también durante los fines de semana trabajaba en una cooperativa de distribución de frutas y vegetales. Durante esta época él comenzó a interesarse en el judaísmo y en encontrar soluciones basadas en la energía solar, energía limpia y la migración al espacio. 
Después de irse a vivir a Israel, además de sus estudios religiosos, él trabajaba a tiempo parcial en la construcción y como topógrafo. Él continuó trabajando constantemente en sus invenciones, ideas y prototipos, la mayor parte relacionados con la energía limpia, sustentabilidad y los viajes espaciales. Él permaneció afiliado al Grupo de Fundamentos e Información Cuántica de la Universidad de Tel Aviv.